# Scooter Braun
Scott Samuel "Scooter" Braun (Nova York, 18 de juny de 1981) és un mànager de talents estatunidenc. Té dues discogràfiques: Raymond-Braun Media Group (RBMG) i Schoolboy Records. Pel que fa a RBMG –que gestiona juntament amb l'intèrpret de R&B Usher, els artistes més importants que Braun representa són Ariana Grande i Justin Bieber. D'altra banda, a Schoolboy Records representa PSY, Carly Rae Jepsen i Asher Roth. També representa The Wanted, que és una banda britanicoirlandesa formada el 2009.